# NGC 7339
NGC 7339 este o radiogalaxie situată în constelația Pegas. A fost descoperită în 19 septembrie 1784 de către William Herschel. Se află la o distanță de 24,1 de megaparseci de Pământ.